# بيتر لوريمر
بيتر لوريمر (بالإنجليزية: Peter Lorimer)‏ مواليد 14 ديسمبر 1946 في دندي، أنغوس، اسكتلندا، هو لاعب كرة قدم إسكتلندي دولي سابق كان يلعب كمهاجم. سبق له أن لعب في كأس العالم لكرة القدم مع منتخب بلاده. لعب خلال مسيرته 951 مباراة سجل خلالها 305 أهداف.

## مرحلة الشباب

### أندية لعب لها
- ليدز يونايتد

## المسيرة الاحترافية

### أندية لعب لها
- ليدز يونايتد
- نادي يورك سيتي

## روابط خارجية
- بيتر لوريمر على موقع الاتحاد الدولي (مؤرشف)  (الإنجليزية)
- بيتر لوريمر على موقع الاتحاد الإسكتلندي (الإنجليزية)
- بيتر لوريمر على موقع قاعدة بيانات كرة القدم.إي يو (الإنجليزية)
- بيتر لوريمر على موقع ناشيونال فوتبول تيمز (الإنجليزية)
- بيتر لوريمر على موقع Soccerbase.com (لاعب) (الإنجليزية)